# 1169

## Narození
- 14. září – Alexios II. Komnenos, byzantský císař († říjen 1183)

## Úmrtí
- 2. února – Bertrand z Blancfortu, šestý velmistr a reformátor řádu Templářů (* 1109)

## Hlavy států
- České království – Vladislav II.
- Svatá říše římská – Fridrich I. Barbarossa
- Papež – Alexandr III. (protipapež Kalixtus III.)
- Anglické království – Jindřich II. Plantagenet
- Francouzské království – Ludvík VII.
- Polské knížectví – Boleslav IV. Kadeřavý
- Uherské království – Štěpán III. Uherský
- Sicilské království – Vilém II. Dobrý
- Kastilské království – Alfonso VIII. Kastilský
- Rakouské vévodství – Jindřich II. Jasomirgott
- Skotské království – Vilém Lev
- Byzantská říše – Manuel I. Komnenos